# Coqueron

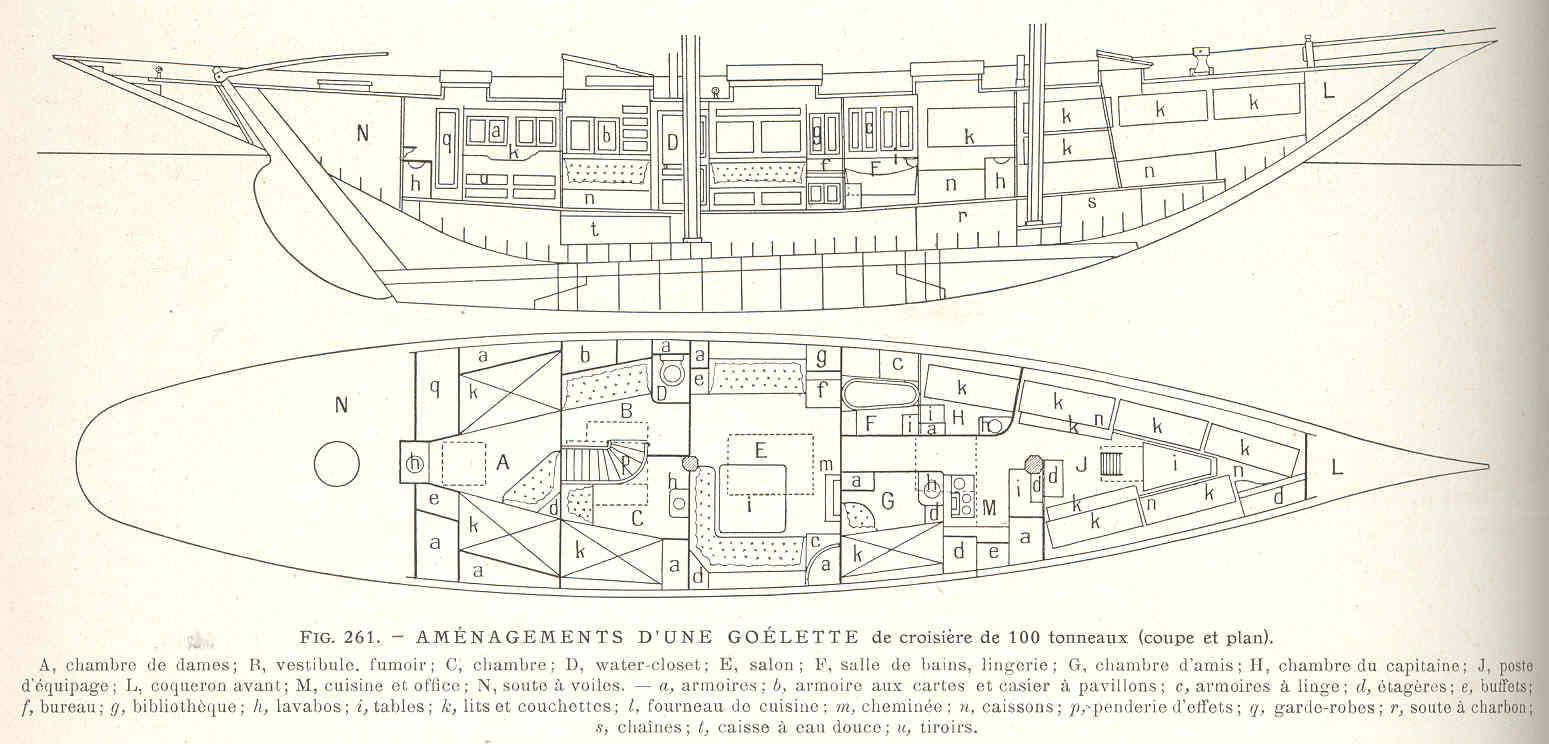
Exemple de plan d'une goélette de 100 tonneaux, un coqueron se trouve dans l'espace défilé et peu utilisable à l'avant du navire (Lettre" L").

Le coqueron (transom en anglais), est un compartiment étanche placé à la pointe avant ou arrière d'un bateau. Cet espace souvent peu utilisable à cause de sa forme élancée, est classiquement utilisé comme stockage, (principalement de soute à provisions) mais aussi à l'avant pour la chaîne d'ancre et à l’arrière pour l'appareil à gouverner.  
Pour les navires de grandes tailles, la soute à provisions est parfois appelée cambuse. Sur les navires de guerre à voile, le coqueron est situé à l'arrière de la soute aux poudres.
Le terme est aussi utilisé dans la région du Bas-Saint-Laurent au Québec pour désigner un petit endroit situé sur la terrasse d'un bar, partiellement à l'abri des intempéries. Il est aussi utilisé au Québec pour désigner un recoin ou un endroit exigu.